# Parotomys littledalei
Parotomys littledalei is een knaagdier uit het geslacht Parotomys.
Het is de typesoort van Liotomys Thomas, 1918, dat als ondergeslacht van Parotomys is beschreven.

## Kenmerken
Deze soort lijkt op P. brantsii, de andere soort van het geslacht, maar is donkerder van kleur en heeft een langere staart. De groef in de voortanden die bij P. brantsii voorkomt is afwezig bij P. littledalei. De kop-romplengte bedraagt 13 tot 17 cm, de staartlengte 9,2 tot 12,2 cm.

## Verspreiding
Deze soort komt voor in Noord-Kaap en het noorden van West-Kaap in Zuid-Afrika en in Zuidwest-Namibië.
Brants' fluitrat (Parotomys brantsii) · Parotomys littledalei